# サンケイ化学
サンケイ化学株式会社（サンケイかがく、英: SANKEI CHEMICAL CO., LTD.）は、鹿児島県鹿児島市と東京都台東区に本社を置き、農薬類の製造を専業とする化学会社である。福岡証券取引所単独上場銘柄のひとつである（証券コードは4995）。

## 社名
社名は、同社の前身である「株式會社鹿兒島化學研究所（Kagoshima Kagaku Kenkyusyo）」の三つの「K」に由来しており、産経新聞やフジサンケイグループとの繋がりは一切ない。また、埼玉県富士見市に本社を置き、電子・精密機械用潤滑油を製造している同一社名の企業とは関係ない。

## 沿革
1918年（大正7年）10月25日、鹿兒島島縣川邊郡東加世田村唐仁原（現鹿児島県南さつま市加世田唐仁原）吉峯長作が家業の丁子屋（海運業・味噌醤油酢製造販売業・砂糖塩卸売り業・鉄工部・化学研究部）のうち化学研究部を独立させ、福谷君貞と鹿児島県で多く栽培されていたタバコの幹を焼くことで得られる炭酸カリウムの製造を目的として、同社の前身である、株式會社鹿兒島化學研究所創立。その2週間後には第一次世界大戦が終結し、炭酸カリの需要が激減したため、主力製品を硫酸カリウムに移し、タバコのほか海藻の灰も原料とした。1919年には、同社顧問で鹿児島高等農林学校教授の吉村清尚の助言により、カルシウムパンやカルシウムビスケットの製造を始めた。同年10月13日、火災により本社工場を全焼。火災保険に加入しておらず、社の存続が危ぶまれたが、50万円だった資本金を10万円に減資し、再建の道を選んだ。1921年4月に肥料工場を建設し、配合肥料に進出。翌1922年には炭酸カリの生産を終了した。1922年には屑タバコを利用し、野菜向け殺虫剤兼肥料の製造を開始。昭和に入ると、石灰硫黄合剤やマシン油乳剤などの製造を開始。1930年8月5日二回目の火災を起こしてしまう。1941年12月24日、マシン油乳剤の製造販売を目的に、朝鮮の群山市にて三啓化學工業株式會社設立。これが現法人となる。1943年に群山から撤退したのちは、指宿市と山川町で温泉熱を利用した食塩の製造を始める。1945年4月には業態に合わせ泉熱製塩工業株式会社に変更。さらに1949年5月には泉熱製塩工業株式会社に社名変更し、同年6月27日には会社経理応急措置法に基づき、鹿兒島化學研究所を三啓化學工業に吸収合併、社名を鹿児島化学工業株式会社とした。1962年7月9日に、福岡証券取引所上場。これに先立ち、1962年1月1日に、社名を地域色の強い鹿児島化学工業からサンケイ化学株式会社に変更。さらに、同年12月には埼玉県深谷市に鹿児島県外初の製造拠点となる深谷工場の操業を開始した。1972年5月16日、鹿児島市南栄の臨海工業地帯に新工場を開設、それまでの郡元の旧工場から移転した。1984年4月からは鹿児島県からの委託を受け、奄美群島における不妊虫放飼によるウリミバエ根絶作戦のための同虫の増殖を請け負った。

## 製品
自社開発の「ベフドー水和剤」や「ピーチガード水和剤」（イミノクタジン酢酸塩製剤）、「トラサイドA乳剤」（マラチオンとスミチオンの混合剤）、コナガ交信攪乱剤、土壌燻蒸剤「テロン」（1,3-ジクロロプロペン製剤）、飛翔害虫誘引捕獲粘着シートなどの製造を行う。サトウキビの害虫のダイメイチュウに有効なリュウドリン（エンドリン製剤）やミカンコバエに有効なジブロムなど、暖地作物向けの農薬にも強みを持つ。また、KINCHO園芸向けのOEM製品として、「サンケイエムダイファー水和剤」（マンネブ製剤）、「サンケイオーソサイド水和剤」（キャプタン製剤）、「サンケイデナポン5%ベイト」（NAC製剤）、「スミソン乳剤」（マラソンとスミチオンの混合剤）、「家庭園芸用サンケイダイアジノン粒剤」、「ナメトックス」（メタアルデヒド製剤）等の家庭園芸用の農薬も製造している。